# Вищий Еволюціонер
Вищий Еволюціонер (англ. High Evolutionary), справжнє ім'я — Герберт Едгар Віндем (англ. Herbert Edgar Wyndham) — вигаданий суперлиходій, що з'являвся в коміксах, виданих американським видавництвом Marvel Comics. Перша поява відбулась у «The Mighty Thor» #133 (жовтень 1966) авторства Стена Лі та Джека Кірбі. Найчастіше фігурує антагоністом для таких супергеройських команд, як Месники та Вартові галактики.
Мета життя Віндгема полягає у штучному прискоренні еволюції людства. Вивчивши роботи Натаніеля Ессекса він розгадав секрет генетичного коду і прискорив власну еволюцію, після чого почав експериментувати над тваринами, створивши расу так званих Нових людей. Розчарований невіглаством людської раси, Вищий Еволюціонер тераформував астероїд у протилежній точці орбіти Землі та створив Анти-Землю, щоб забезпечити гідне існування для своїх створінь, однак, зрештою, Нові люди обернулися проти свого творця і той був змушений битися з ними за контроль над Анти-Землею.
З моменту своєї першої появи в коміксах Вищий Еволюціонер з'явився в інших медіапродуктах, включно з мультсеріалами, фільмами й відеоіграми. Чуквуді Івуджі виконав роль Вищого Еволюціонера у фільмі «Вартові галактики 3» (2023), що входить до Кіновсесвіту Marvel.

## Історія публікації
Вищий Еволюціонер уперше був згаданий у коміксі «The Mighty Thor» #133 (жовтень 1966), але перша повноцінна поява відбулася у «The Mighty Thor» #134 (листопад 1966). Його поплічники з'явилися перед його появою, але лише натякнули на нього, у випуску #132. Персонаж був створений спільно Стеном Лі та Джеком Кірбі.

## Сили й здібності
Вищий Еволюціонер розвинув свій інтелект до межі людських можливостей і був ідентифікований як єдиний Homo sapiens, чий інтелект і знання знаходяться на рівні певних космічних сутностей. Він вважається провідним генетиком у всесвіті Marvel і володіє знаннями в біології, хімії, медицини, фізики, інженерії, психології, інформатики та кібернетики.
Завдяки експериментам над власним геномом, своєму вдосконаленому мозку та кібернетичному екзоскелету, Вищий Еволюціонер набув богоподібних здібностей, включно з можливістю розвиватися та змінювати форми життя, надлюдською силою та міцністю, маніпуляцією матерією на субатомному рівні, маніпуляцією енергією та проєктуванням, космічними пізнаннями, передбаченням, телепатією, телекінезом, міжпросторовим переміщенням та зміною розміру тіла. Одного разу йому вдалося вистояти проти Ґалактуса протягом тривалого часу, перш ніж зазнати поразки.
Його екзоскелет забезпечує йому неймовірний ступінь захисту від нападів ззовні, а також забезпечує життєзабезпечення. При отриманні серйозних ушкоджень костюм може залікувати його рани та повністю повернути Еволюціонера до життя, використовуючи записи його геному і моделей активності мозку. Таким чином, костюм повністю відновив його тіло після того, як той спробував покінчити життя самогубством, знищивши власне тіло.

## Визнання
- 2022: Вищий Еволюціонер посів 8 місце у списку CBR.com «10 найнеприємніших суперлиходіїв Marvel»[11]
- 2022: Вищий Еволюціонер посів 3 місце у списку CBR.com «8 найсильніших ворогів Вартових галактики»[12]